# Van Hool AG300
A Van Hool AG300 egy városi csuklós autóbusztípus, amit a belga Van Hool cég gyártott 1993 és 2004 között. Korszerűsített változatát Van Hool newAG300 néven 2002 óta gyártották. Magyarországon mindkét busztípus megtalálható, a BKV Zrt. állományában.

## Története
A céget 1947-ben alapította Bernard Van Hool. Már az első üzleti években beindult a sorozatgyártás. A gyár Európa-szerte exportálta termékeit, az észak-amerikai piac fontos szereplőjévé válva. Világszerte 4500 embert foglalkoztat a cég, éves szinten 1700 autóbuszt (városi-elővárosi-távolsági) gyárt. Átlagosan 600 turistabuszt értékesítenek az USA-ba évente. A kínálatuk kiterjed a hibrid, üzemanyagcellás, elektromos, illetve trolibuszokra is.

## Budapesten

### A buszok beszerzése
2009-ben a BKV Zrt. 32 darab Van Hool AG300-as típusú buszt szerzett be a használtbusz-tendernek köszönhetően. Ekkor már a brüsszeli tömegközlekedési vállalat (STIB) autóbuszainak átlagéletkora elérte a 8 évet és futott teljesítményük meghaladta a 300 000 km-t. A BKV a használtbusz-beszerzésében végül a belga Van Hool céggel tárgyalt, mert a 32 darab busz darabját 20 millió forintért ajánlották fel. A BKV nem tudott új buszokat beszerezni 2010-ig, az indoklás szerint a gazdasági válság és a forráshiány miatt nem tudtak vásárolni.[forrás?] 2009 nyarán elkezdték a buszokat szállítani Budapestre. 2009 júliusában elkezdték a próbafutásokat különböző szakaszokon.

### Első menetrend szerinti útja
2009. szeptember 21-én indultak menetrend szerinti útjukra az első Van Hool AG300-as buszok a 23-as busz vonalán.
Az első napokban meghibásodtak az automata klímaberendezések, így leállt néhány busz a 23-as busz vonalán és így járatkimaradások voltak pár napig. 2009. október 1-jén a Dél-pesti garázsba helyezték az újonnan vásárolt, használt Van Hool buszokat, ezután többek között a 36-os, 38-as, 68-as, 138-as, 148-as buszok vonalán is megjelentek, de néhányszor jártak a 151-es, a 173-as és a 202E jelzésű buszok vonalán is.

### Üzemeltetési tapasztalatok
A csuklós autóbuszok beszerzésének kétéves évfordulóján az Indóház online internetes hírportál megjelentetett egy összegző cikket az elmúlt 2 év tapasztalatairól. A cikk beszámol róla, hogy a belga jövevények a legmegbízhatóbb, legolcsóbban üzemeltethető buszok a BKV-nál.
Idézet a cikkből:

„Összegezve tehát a Van Hool AG300 bevált a BKV-nál, az általa támasztott követelményeket teljesíti, sőt felül is múlja azokat. Egyszerű, robusztus, megbízható járművek, amelyek a kissé mostoha budapesti körülmények között is tisztességesen helytállnak. Nem hivatalosan elhangzott olyan vélemény is, hogy ha a BKV a kívánsága szerint dönthetne a buszbeszerzésről, akkor alapjaiban véve valami hasonló típust választana (természetesen újonnan), hiszen ezek a buszok sokkal inkább egy olyan filozófia mentén készültek, amelyek megegyeznek a BKV elképzeléseivel is. Itt van tehát az élő bizonyíték, hogy egy használtbusz-beszerzés is lehet jó, tulajdonképpen csak egy hibája van a buszoknak: hogy kevés van belőlük.”

### Előfordulásuk
A járművek általában az alábbi viszonylatokon teljesítenek szolgálatot (2023. március):
| Nappali buszjáratok                                                               |
| --------------------------------------------------------------------------------- |
| 30, 34, 54, 85, 85E, 123, 123A, 136, 142E, 160, 168E, 223E, 224, 224E, 254E, 255E |
| Éjszakai buszjáratok                                                              |
| 6, 914, 914A, 923, 948, 950, 950A                                                 |

### Selejtezések
| Rendszám | Selejtezés          |
| -------- | ------------------- |
| LOV-851  | 2024. január 23.    |
| LOV-852  | 2024. április 30.   |
| LOV-854  | 2019. november 30.  |
| LOV-855  | 2024. június 10.    |
| LOV-856  | 2020. november 8.   |
| LOV-857  | 2022. március 3.    |
| LOV-858  | 2024. június 10.    |
| LOV-859  | 2018. június 30.    |
| LOV-860  | 2022. augusztus 10. |
| LOV-861  | 2024. január 11.    |
| LOV-862  | 2020. március 27.   |
| LOV-863  | 2020. november 30.  |
| LOV-867  | 2019. január 15.    |
| LOV-870  | 2020. május 31.     |
| LOV-871  | 2024. május 24.     |
| LOV-873  | 2024. június 10.    |
| LOV-875  | 2024. április 30.   |
| LOV-876  | 2019. április 30.   |
| LOV-877  | 2024. október 17.   |
| LOV-878  | 2024. október 29.   |
| LOV-879  | 2019. április 30.   |
| LOV-880  | 2019. január 15.    |
| LOV-882  | 2021. február 28.   |

## Fotógaléria

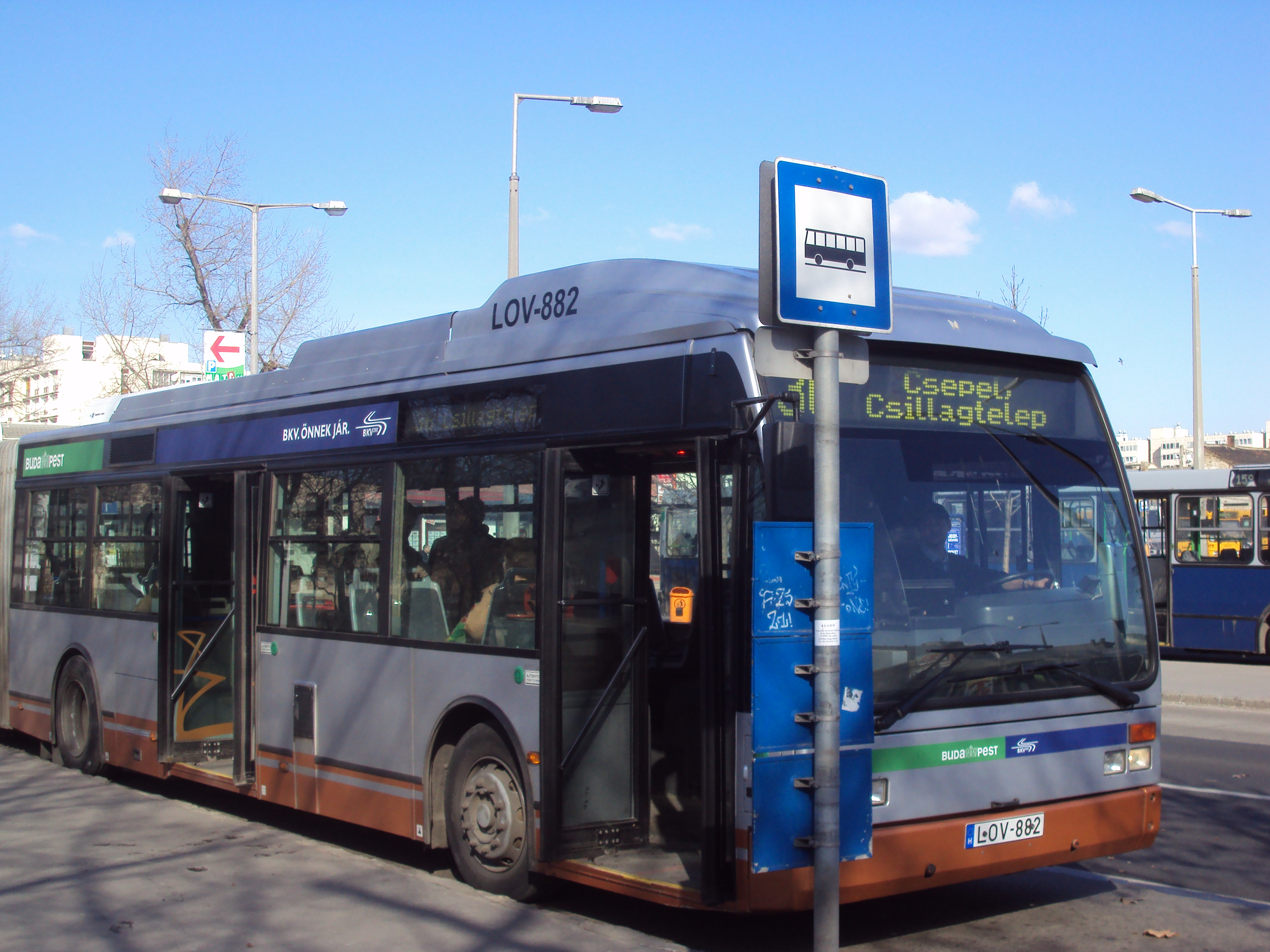
Egy 36-os busz a Csepel, Szent Imre tér megállóhelyén (2010. 03. 05.)
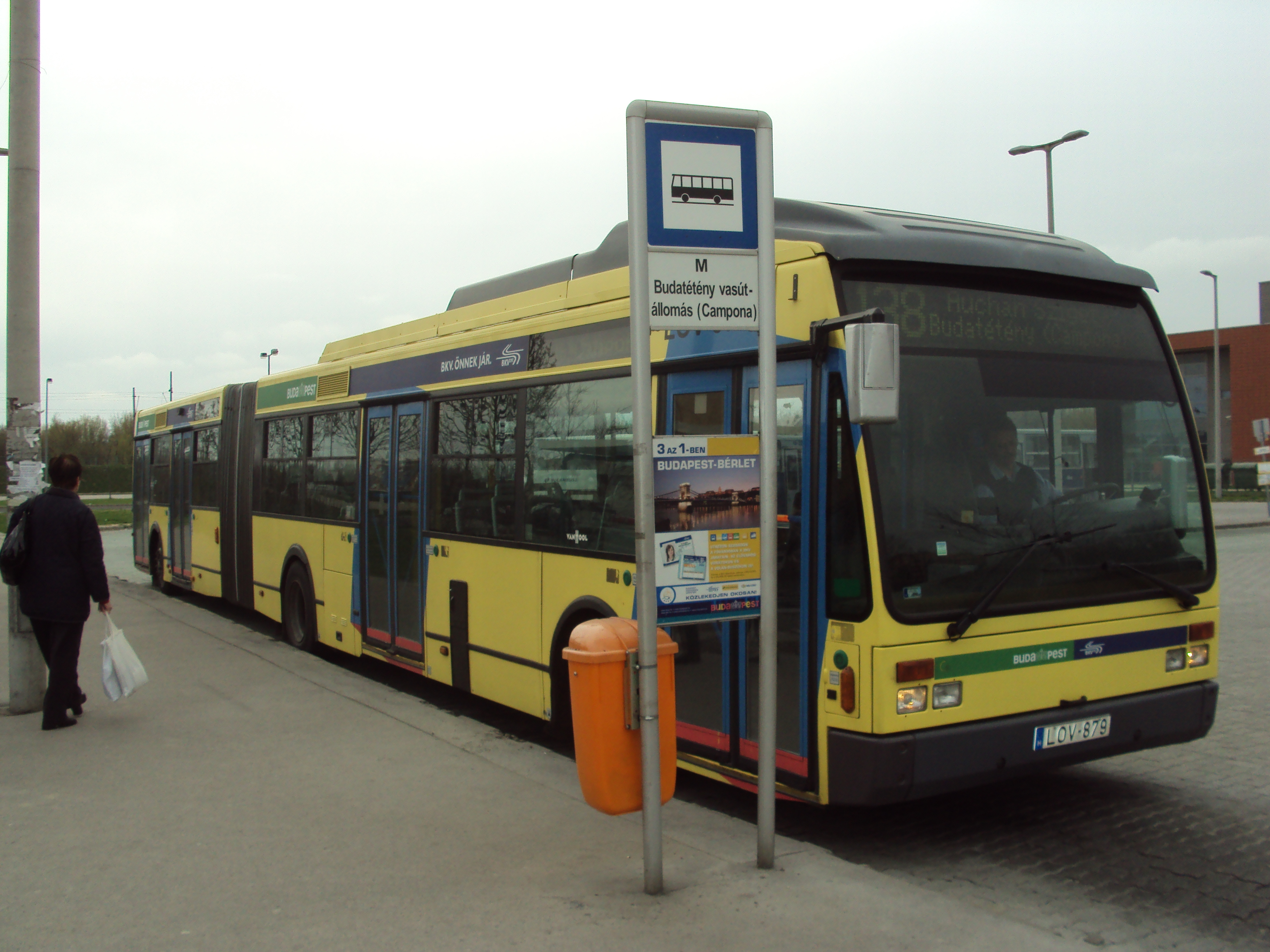
Egy 138-as busz a Budatétény vasútállomás megállóhelyén (2010. 04. 02.)
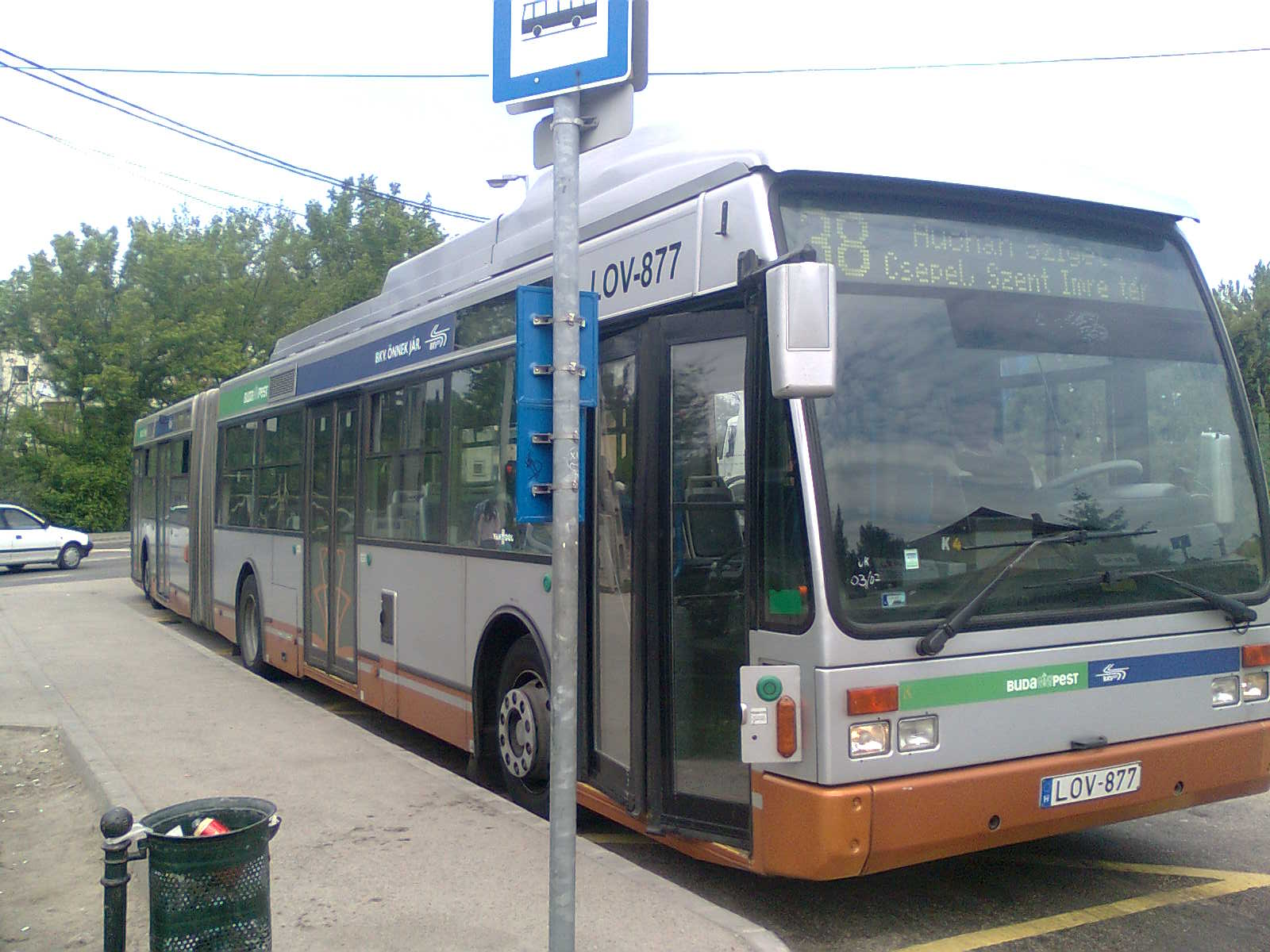
A Van Hool AG300-as típusú busz 38-as jelzéssel Lakihegyen (2010. 04. 26.)
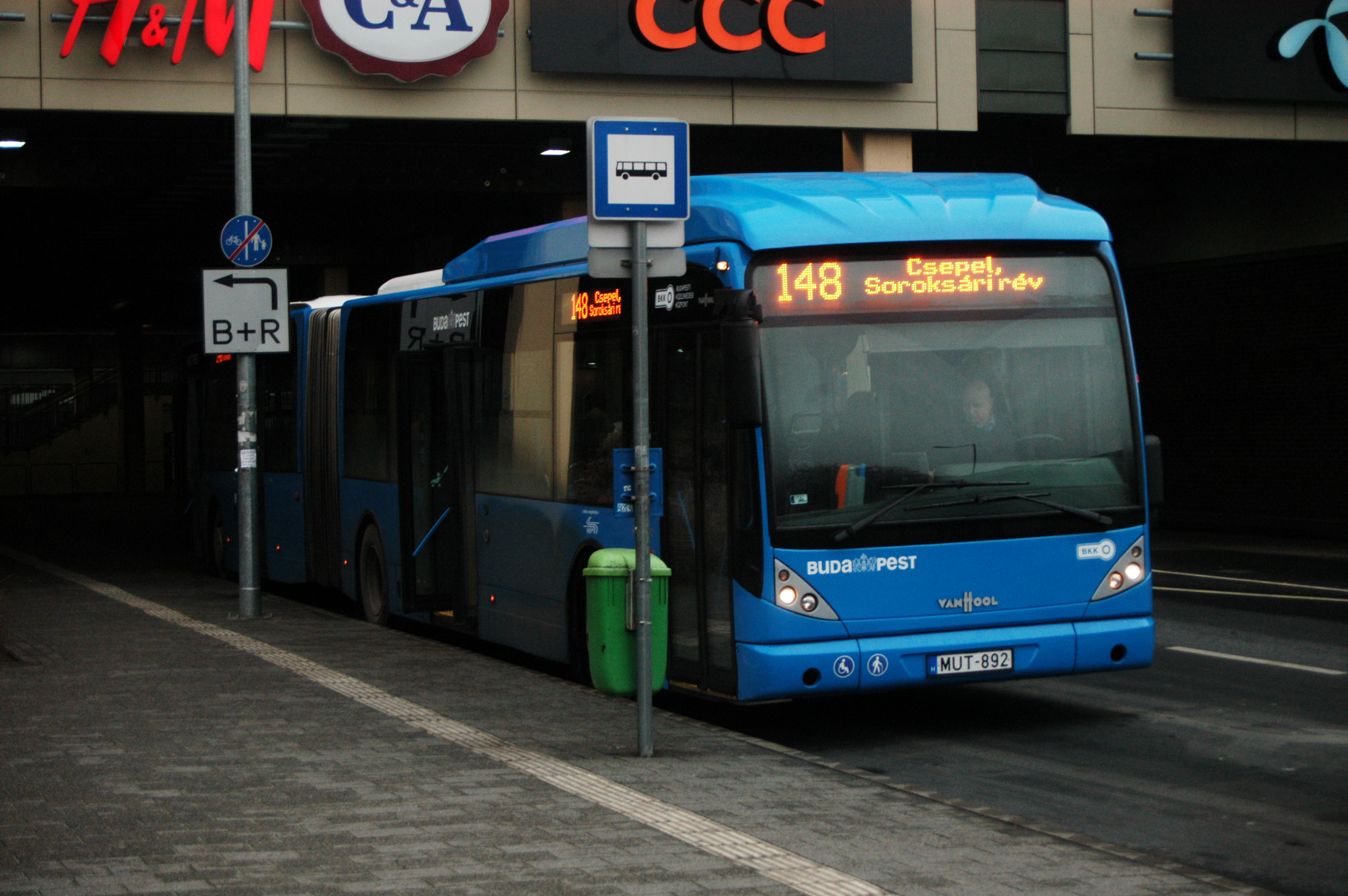
Van Hool newAG300 Budapesten a 148-as vonalán